# Фино-Левье, Магали
Магали Фино-Левье (фр. Magalie Finot-Laivier, род. 20 января 1973, Невер) — французская профессиональная велогонщица. Она представляла свою страну на Чемпионате мира по шоссейным велогонкам 2005 года. Магали выиграла Тур Бретани в 2004 году.

## Личная жизнь
У Магали Фино-Левье есть младший брат, бывший французский велогонщик Фредерик Фино.

## Достижения
2003
2-й этап Тура Ардеш
2-й этап Тура де ла Дром
2004
Тур Бретани
Atlantique Manche Féminine
2-й этап Тура Лимузена
3-я на Шоле — Земли Луары
6-я в Кубке Франции
2005
2-я на Призе города Монт-Пюжоль
2008
2-я на Классике Вьенна Новая Аквитания
2009
Хроно Турен — Токсиньи

### Статистика выступления наГранд-турах
| Гонка / Год          | 2002           | 2003           | 2004           | 2005           | 2006 | 2007 | 2008 |
| -------------------- | -------------- | -------------- | -------------- | -------------- | ---- | ---- | ---- |
| Гранд Букль феминин  | 72             | 33             | —              | —              | —    | —    | —    |
| Рут де Франс феминин | не проводилась | не проводилась | не проводилась | не проводилась | 57   | —    | DNF  |
| Тур де л'Од феминин  | —              | —              | 66             | 67             | 49   | —    | —    |